# Das Mädel vom Ballett
Das Mädel vom Ballet ist ein deutscher Stummfilm von Ernst Lubitsch aus dem Jahr 1918. Er zählt zu den verschollenen Filmen des Regisseurs.

## Inhalt
Am prinzlichen Hoftheater in Dillingen wird der neue Intendant Dr. Fersen eingestellt. Der ist nicht nur attraktiv, sondern auch Junggeselle, was die Frauen des Ortes begeistert. Doch auch die Männer des Ortes zeigen sich mit einem Mal dem Theater zugeneigt, wurde doch in der Tänzerin Ossi eine neue Primaballerina am Theater engagiert. Prinz Adolf selbst zeigt sich von Ossi begeistert und verpasst keinen ihrer Auftritte.
Die Neider lassen nicht lange auf sich warten, vor allem die Präsidentin der Frauenvereinigung Dillingen steht den aktuellen Ereignissen argwöhnisch gegenüber. Dies ist wenig verwunderlich, besagt ein ungeschriebenes Gesetz in Dillingen doch, dass die Primaballerina des Theaters verheiratet sein muss. Dies kommt Ossi und Dr. Fersen entgegen, haben sich beide doch bereits seit längerer Zeit heimlich getroffen. Die Heirat ist schnell beschlossen. Einziger Wermutstropfen des Paares ist, dass das Interesse der Dillinger an der Kunst nun mit einem Mal verschwunden ist.

## Produktion
Der Film wurde unter dem Arbeitstitel Prima Ballerina in den Ufa-Union-Ateliers Tempelhof bei Berlin gedreht. Er erlebte am 6. Dezember 1918 im U.T. Nollendorfplatz, U.T. Friedrichstraße und U.T. Alexanderplatz in Berlin seine Uraufführung.